# Kokarda narodowa

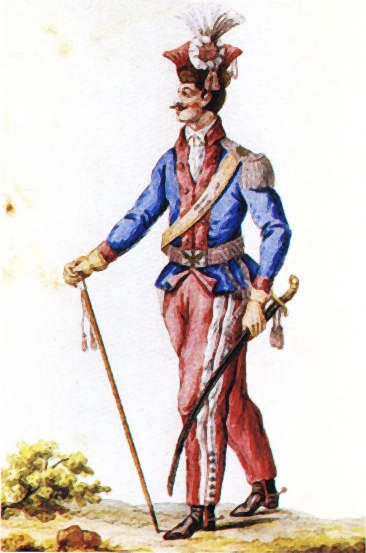
Towarzysz 1 Wielkopolskiej Brygady Kawalerii Narodowej w mundurze według ordynansu z 1790 z biało-czerwoną kokardą

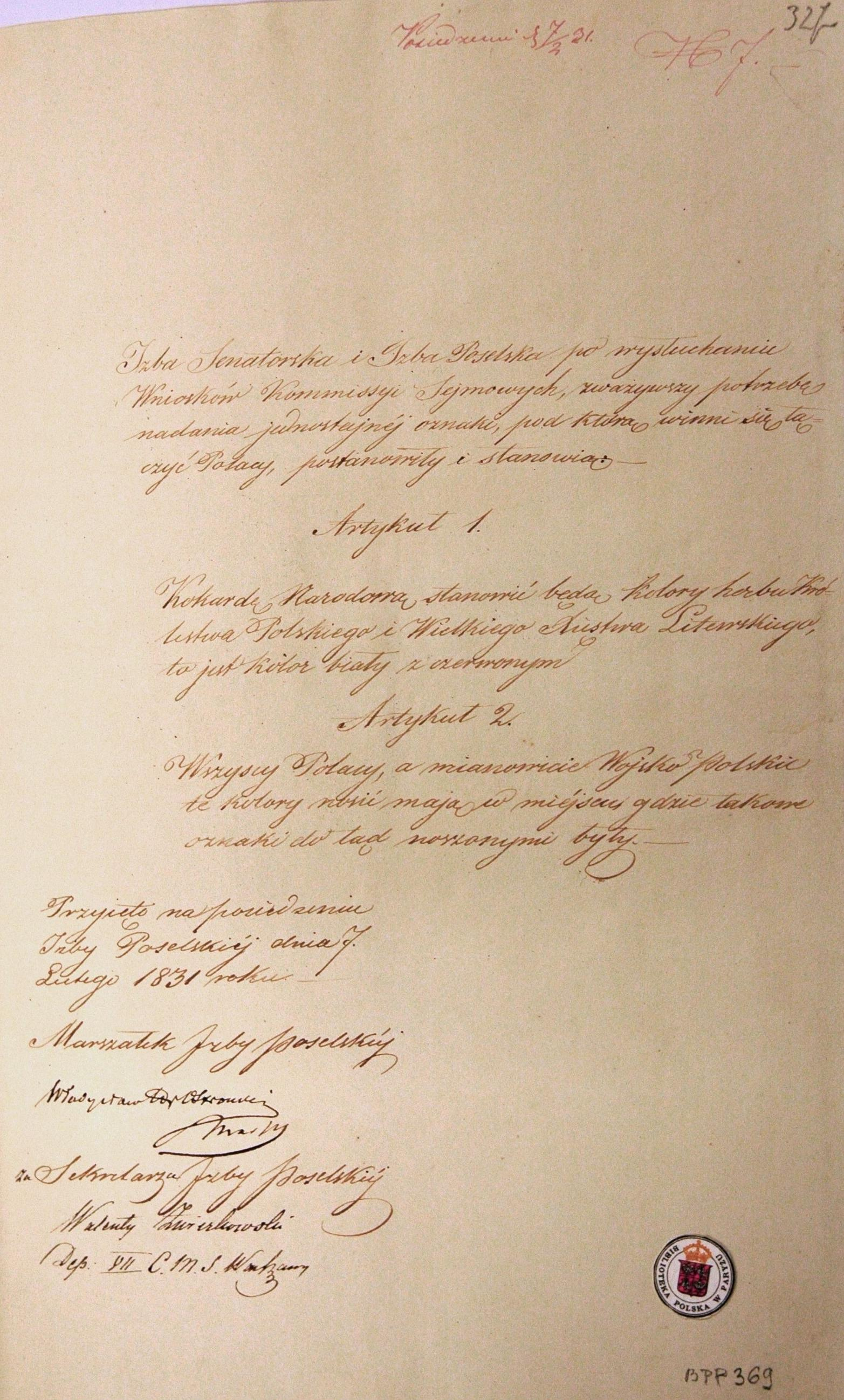
Uchwała Sejmu Polskiego z 1831 dotycząca kokard narodowych

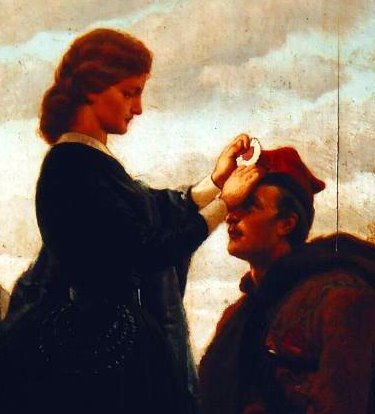
Dama przypina biało-czerwoną kokardę na rogatywce powstańca styczniowego – fragm. obrazu Artura Grottgera

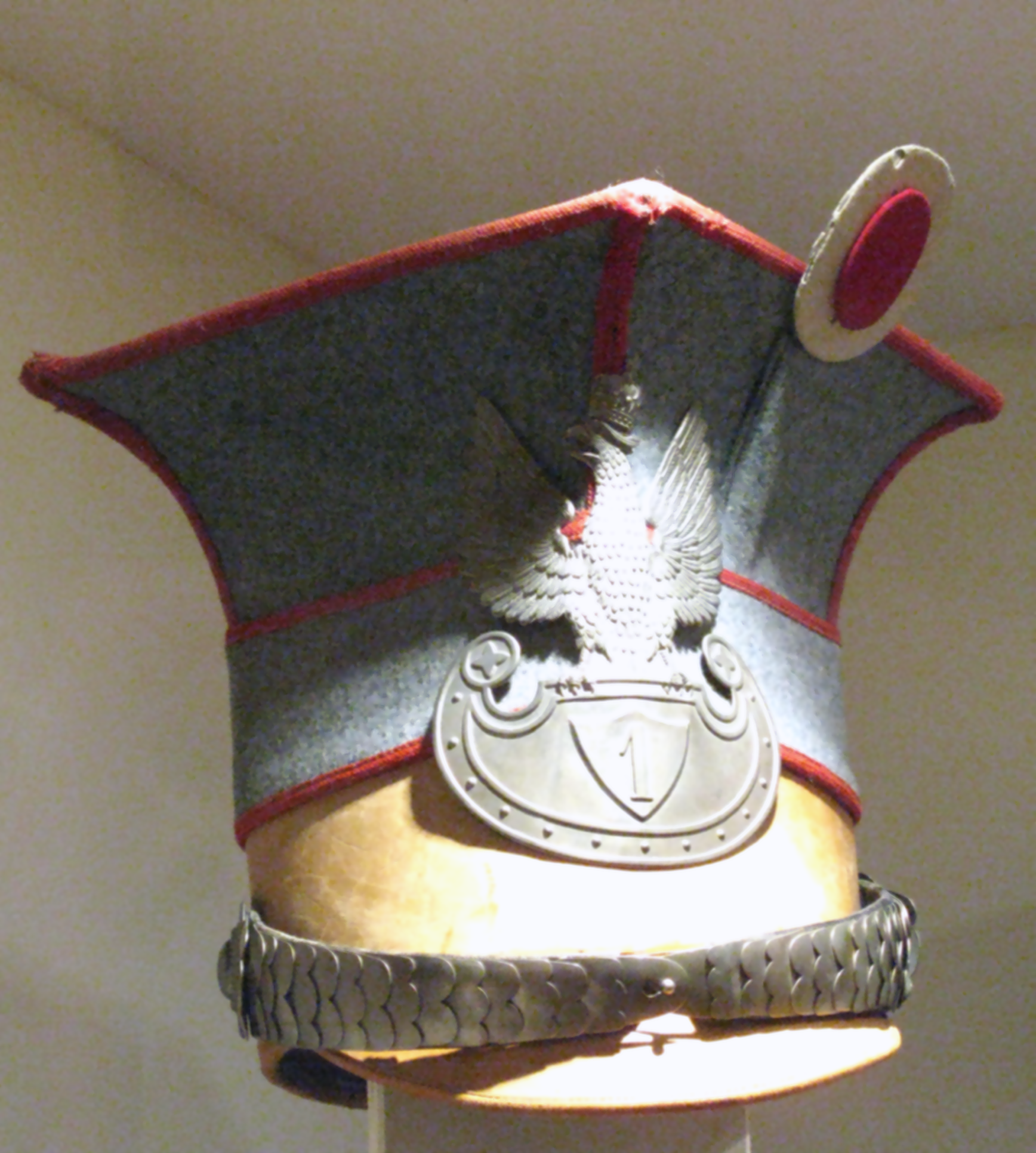
Rogatywka 1 Pułku Ułanów Legionów Polskich z biało-czerwoną kokardą

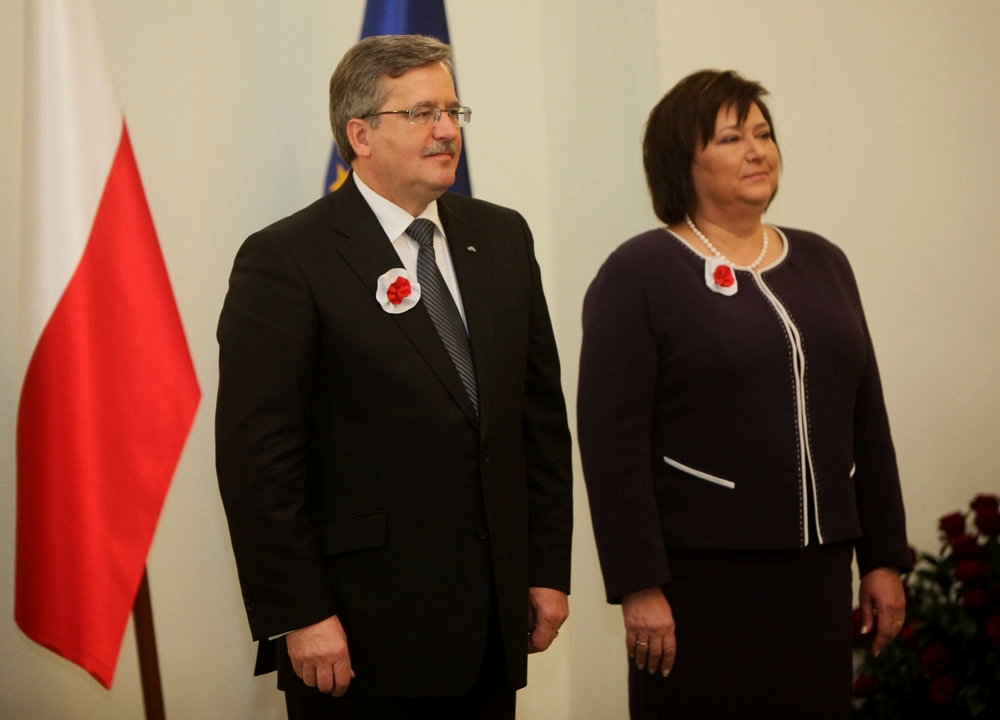
Para prezydencka z kokardami narodowymi (2010)

Kokarda narodowa – rozetka w barwach biało-czerwonych będąca patriotycznym, narodowym symbolem Polaków.

## Wygląd
Kokarda jest kolistą rozetką (wcześniej również stosowano kokardy w owalnym kształcie) złożoną z dwóch kolorowych wstążek. Według zaleceń średnica kokardy narodowej powinna wynosić od 4 do 6 cm i powinna składać się z dwóch okręgów białego centralnego oraz okalającego go czerwonego. Zgodnie z heraldycznym znaczeniem barw kokarda odwzorowuje godło Królestwa Polskiego: białego orła na czerwonym polu.
„Kokardki państwowe (narodowe) polskie okrągłe mają mieć: 
1) środek (serce) biały objęty kołem czerwonem poza którem na zewnątrz jest jeszcze biały otok albo
2) kokardka narodowa polska ma mieć tylko środek (serce) biały otoczony na zewnątrz barwą czerwoną (cynober).
Kolor bowiem biały jako zastępujący godło Orła białego musi być zawsze na pierwszem miejscu drugie miejsce przypada barwie tarczy t. j. barwie czerwonej”. – hasło Kokarda Narodowa – Encyklopedia „Gutenberga” – 1931 r.
Pomimo takich ustaleń heraldycznych, powszechnym stało się noszenie kokard o odwróconej kolejności barw (czerwone serce z białym otokiem) – ukazał to m.in. Artur Grottger na obrazie Pożegnanie powstańca.

Kokarda narodowa
Kokarda noszona m.in. w okresie powstania styczniowego
Kokarda noszona m.in. w okresie powstania wielkopolskiego (poprawna heraldycznie)[1]
Kokarda heraldyczna (forma najbardziej rozbudowana)
Kokarda heraldyczna z orzełkiem wzór 1919
Kokarda heraldyczna z orzełkiem III RP

## Historia
Barwy biała i czerwona zostały uznane za narodowe po raz pierwszy 3 maja 1792. Podczas obchodów pierwszej rocznicy uchwalenia Ustawy Rządowej damy wystąpiły w białych sukniach przepasanych czerwoną wstęgą, a panowie nałożyli na siebie szarfy biało-czerwone. Nawiązano tą manifestacją do heraldyki Królestwa Polskiego – białego orła na czerwonej tarczy herbowej.
Początkowo w wieku XVIII i XIX (do roku 1830) Wojsko Polskie nosiło na czapkach kokardy w kolorze białym i symbolizowały one orła białego. Noszono również masowo kokardy w barwach czerwonych i niebieskich przez kilka miesięcy w roku 1812 po proklamowaniu przez sejm przywrócenia Królestwa Polskiego.
Po raz pierwszy polskie barwy zostały skodyfikowane uchwałą Sejmu Królestwa Polskiego z 7 lutego 1831, gdzie wspomniano również o narodowych kokardach nawiązujących do barw Królestwa Polskiego oraz Litwy:
Izba Senatorska i Izba Poselska po wysłuchaniu Wniosków Komisji Sejmowych, zważywszy potrzebę nadania jednostajnej oznaki, pod którą winni się łączyć Polacy, postanowiły i stanowią:
Artykuł 1.
Kokardę Narodową stanowić będą kolory herbu Królestwa Polskiego i Wielkiego Księstwa Litewskiego, to jest kolor biały z czerwonym.
Artykuł 2.
Wszyscy Polacy, a mianowicie Wojsko Polskie te kolory nosić mają w miejscu gdzie takowe oznaki dotąd noszonymi były.
Przyjęto na posiedzeniu Izby Poselskiej dnia 7 lutego 1831 roku.

## Zastosowanie biało-czerwonych kokard
Kokardy narodowe przypinane były na manifestacjach patriotycznych oraz w czasie powstań narodowych:
- w 1846 roku biało-czerwone kokardy przypinali powstańcy w Krakowie
- w 1848 roku Komitet Narodowy Polski w Poznaniu w Wielkim Księstwie Poznańskim ustanowił biało-czerwone kokardy jako barwy powstańcze
- w 1863 roku zakładali je powstańcy styczniowi często zamiast białej wstążki umieszczając na czerwonym tle centralnie metalowego orzełka[6]
- w latach 1914-1918 przypinali je do rogatywek ułani Legionów Polskich
- w 1918 roku w czasie Powstania wielkopolskiego

## Kokarda obecnie
Kokarda narodowa bywa błędnie nazywana „kotylionem”.
9 kwietnia 2014 r. Minister Obrony Narodowej zarządził do użycia w jednostkach Sił Zbrojnych RP kokardy heraldyczne (białe serce, czerwony otok), wpinane z lewej strony w klapę munduru lub ubioru cywilnego podczas uroczystości państwowych.